# Dealul Spirii

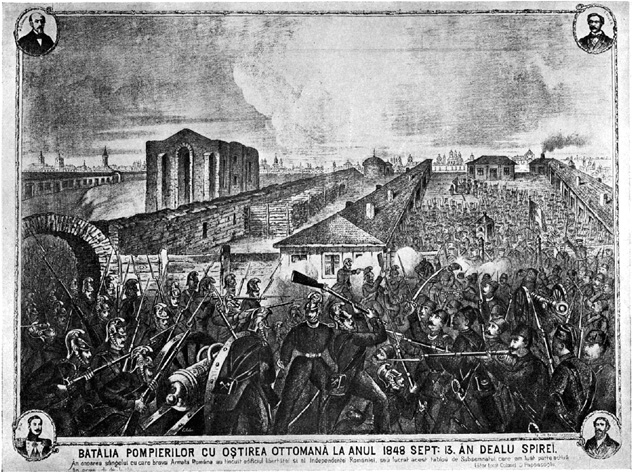
Het gevecht op de heuvel in 1848

Dealul Spirii (Spiriiheuvel) is een heuvel in Centraal-Boekarest waarop het Parlementspaleis ligt.
De heuvel is genoemd naar Spirea, een dokter uit de 18e eeuw die bovenaan de heuvel woonde en de Spirea Vechekerk heeft gebouwd, die in 1984 werd verwoest voor de bouw van het Parlementspaleis.
Ook kon je op Dealul Spirii de ruïnes van het Curtea Nouă (nieuwe hof) vinden, het koninklijk hof dat gebouwd is in 1776 omdat de Curtea Veche (oude hof) werd verplaatst. Het nieuwe hof was tot 1812 de officiële residentie van de Phanariotes, toen de Phanariotes werden verjaagd en het hof werd verbrand. Sindsdien stond het hof bekend als de Curtea Arsă (verbrande hof).
Op 13 september 1848 werd op deze heuvel het laatste gevecht gevochten in de Walachijse Revolutie van 1848 tussen de Ottomaanse troepen en de brandweerlieden van Boekarest, met als leider Pavel Zăgănescu.
De heuvel was ook de plek van het Arsenaal, dat de heuvel de naam Dealul Arsenalul gaf. FC Național, toen FC Progresul, had een art deco stadion op de heuvel, genaamd Stadionul Republicii. Ook dit stadion ging ten onder voor de bouw van het Parlementspaleis. In 2006 werden er ondergrondse overblijfselen gevonden.
Na de Eerste Wereldoorlog werd de heuvel genoemd naar een beroemd onderzoek, het Dealul Spirii Onderzoek, waarbij leden van de Roemeense Communistische Partij betrokken waren. Er werd op 8 december 1920 een bom tot ontploffing gebracht in de Roemeense Senaat door de communist Max Goldstein.
Rond de heuvel lag de wijk Uranus die compleet verwoest werd door Nicolae Ceaușescu, in de jaren 80.